# Philipp Meyer
Pour les articles homonymes, voir Meyer.
Philipp Meyer, né le 1er mai 1974 à New York, est un écrivain américain,.

## Biographie
Meyer a grandi dans la banlieue de Baltimore, dans l’Etat de Maryland. Il déserte l’école à quinze ans et devient réparateur de bicyclettes. Il décroche cependant son diplôme d’enseignement général, décide de devenir écrivain et, à 22 ans, est admis à l’Université Cornell. Il en sort diplômé en langue anglaise. Après un détour par Wall Street, il obtient en 2004 une bourse d’écriture du Michener Center for Writers, de l’Université du Texas à Austin . C’est durant les trois années de cette bourse, de 2005 à 2008, qu’il écrit son premier roman, « Un arrière goût de rouille ».

## Œuvres
- American Rust (2009)[4] – Los Angeles Times Book Prize 2009

Un arrière-goût de rouille, trad de Sarah Gurcel, éditions Denoël, coll. « Denoël & d'ailleurs », 2009, 537 p.  (ISBN 978-2-207-26084-5)
Réédition sous le titre original American Rust, Albin Michel, 2021
- The Son (2013)[6]

Le Fils, trad de Sarah Gurcel, éditions Albin Michel, coll. « Terres d’Amérique », 2014, 670 p.  (ISBN 978-2-226-25974-5)

## Prix et distinctions
- Finaliste du Prix Pulitzer de la fiction 2014 pour The Son.
- Lauréat du prix AFD 2015 et Littérature monde pour son ouvrage Le Fils, lors du festival international du livre et du film Étonnants voyageurs à Saint-Malo[7]